# Séméac
 Séméac  (en occitano Semiac) es una comuna y población de Francia, en la región de Mediodía-Pirineos, departamento de Altos Pirineos, en el distrito de Tarbes. Es la cabecera y mayor población del cantón de su nombre.
Está integrada en la Communauté d'agglomération du Grand Tarbes.

## Demografía
Forma parte de la aglomeración urbana de Tarbes.

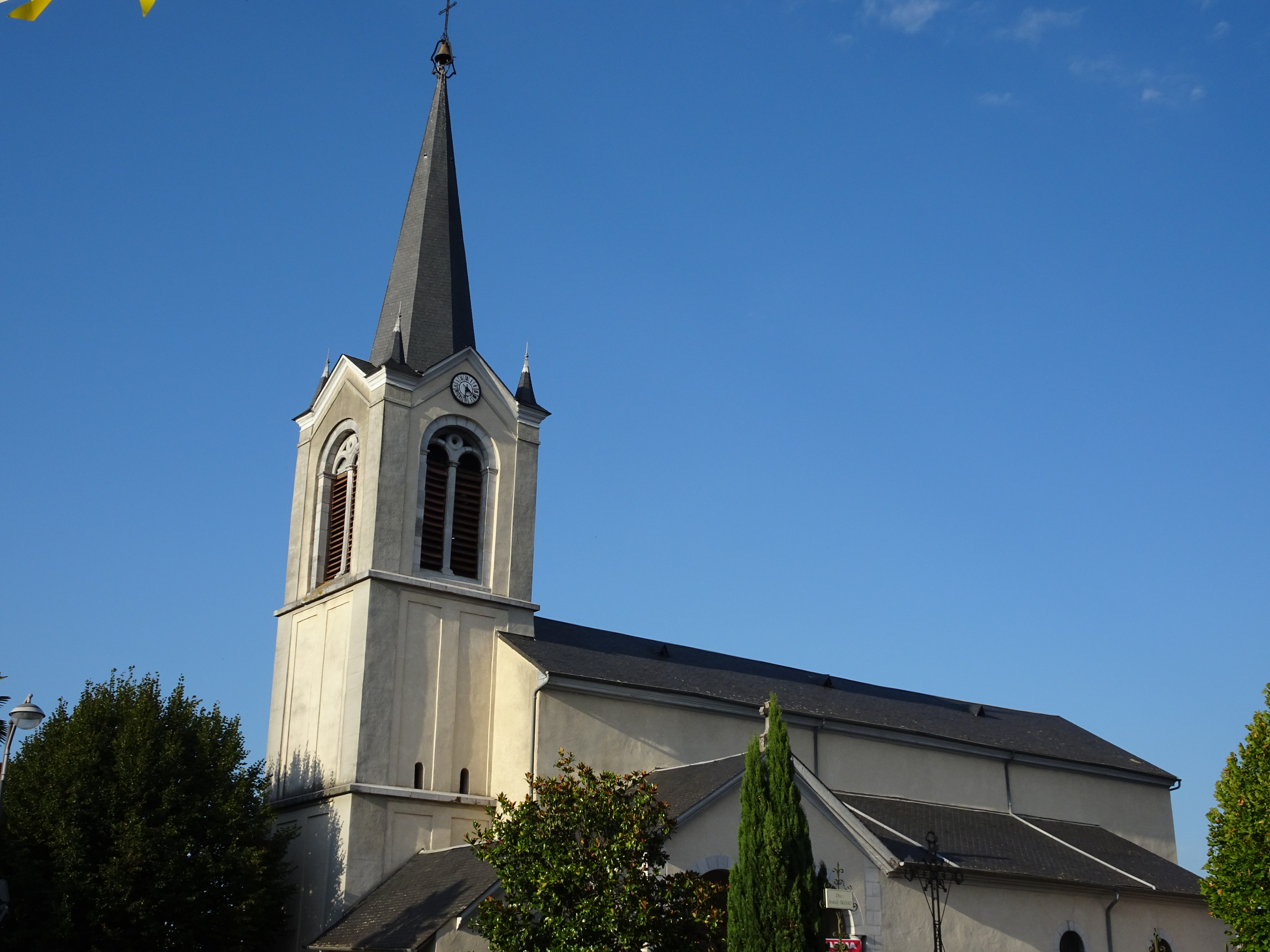
La iglesia de Sémeac

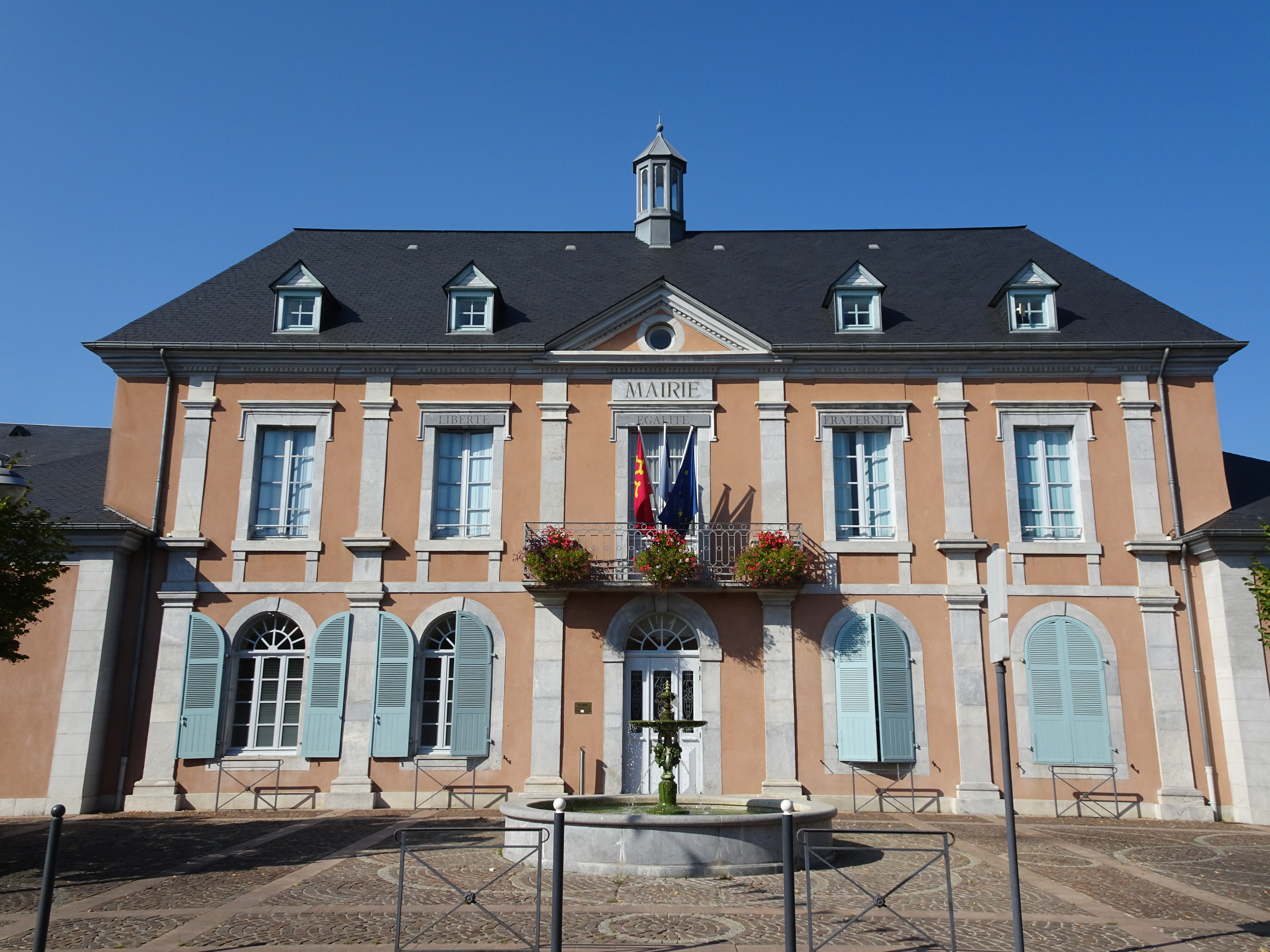
El ayuntamiento de Séméac

| 570 | 539 | 695 | 738 | 940 | 913 | 960 | 963 | 1 002 | 1 005 | 1 062 | lac. | 1 205 | 1 287 | 1 375 | 1 359 | 1 520 | 1 537 | 1 530 | 1 580 | 1 604 | 2 107 | 2 456 | 2 752 | 3 184 | 3 579 | 4 589 | 5 122 | 5 158 | 5 012 | 4 428 | 4 751 | 4 950 |
| Para los censos de 1962 a 1999 la población legal corresponde a la población sin duplicidades (Fuente: INSEE [Consultar]) |     |     |     |     |     |     |     |       |       |       |      |       |       |       |       |       |       |       |       |       |       |       |       |       |       |       |       |       |       |       |       |       |